# Heaberht de Kent
Heaberht va ser rei de Kent, probablement després d'Eanmund, al voltant del 764—765. Va compartir el govern amb Ecgberht II, que en realitat va ser un govern sotmès a Mèrcia.
Heaberht és conegut per les monedes que s'han trobat i per cartes de donacions d'altres reis on figura el seu nom. Va ser testimoni o va confirmar cartes d'Ecgberht II, una datada el 765, i és esmentat en una carta de donacions d'Offa de Mèrcia, datada el 764.